# Habenaria josephensis
Habenaria josephensis är en orkidéart som beskrevs av João Barbosa Rodrigues. Habenaria josephensis ingår i släktet Habenaria och familjen orkidéer. Inga underarter finns listade i Catalogue of Life.

## Bildgalleri

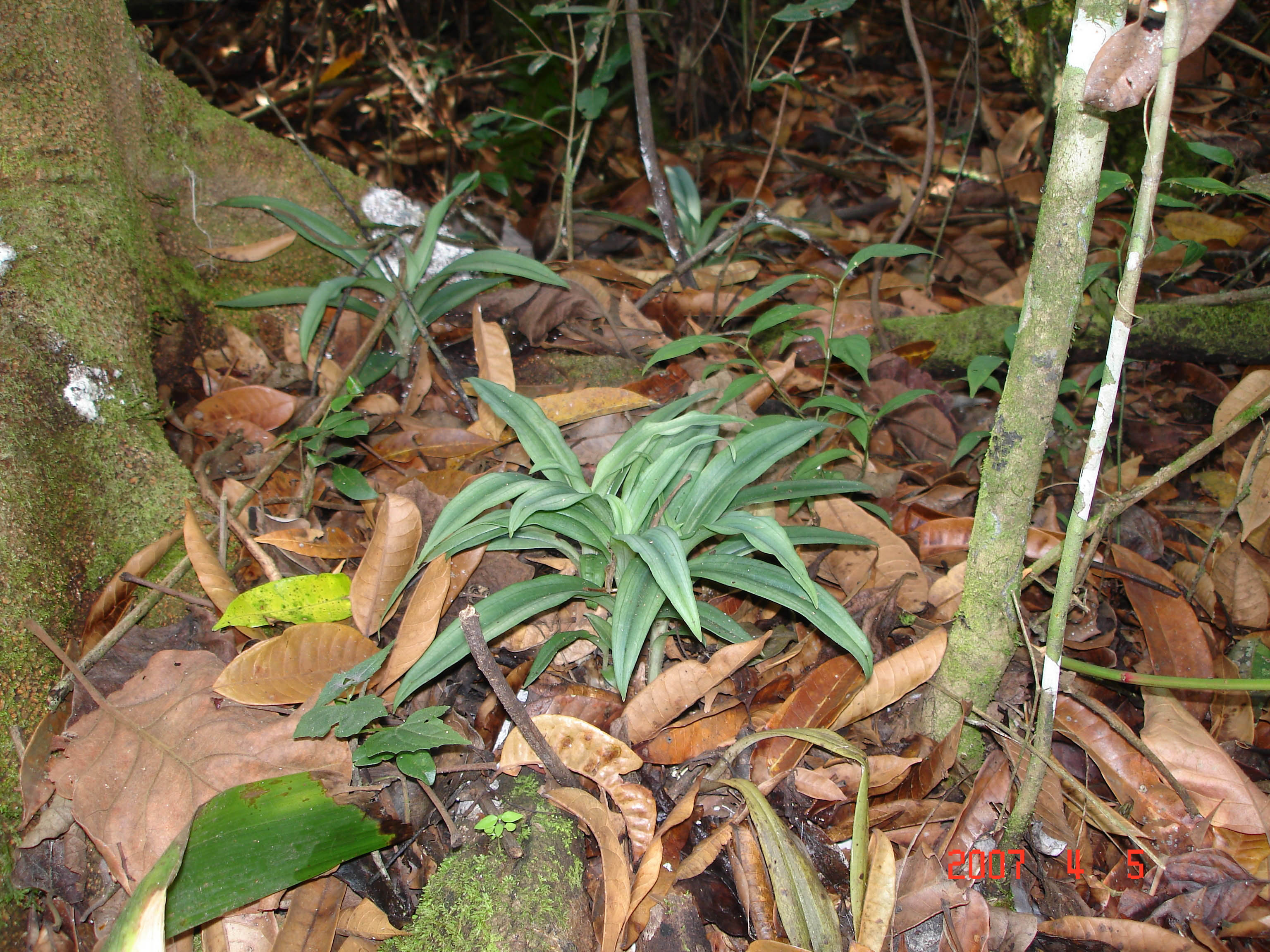
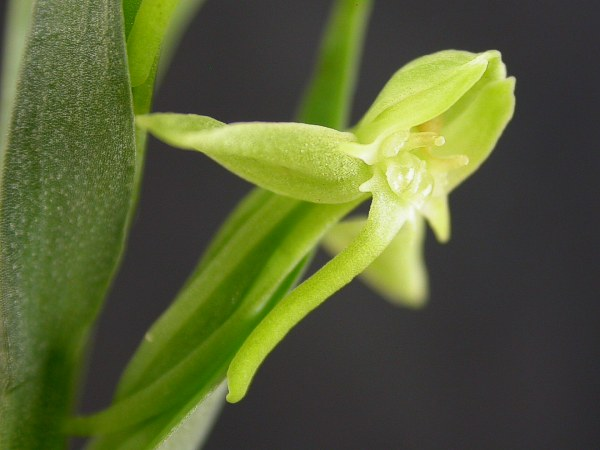
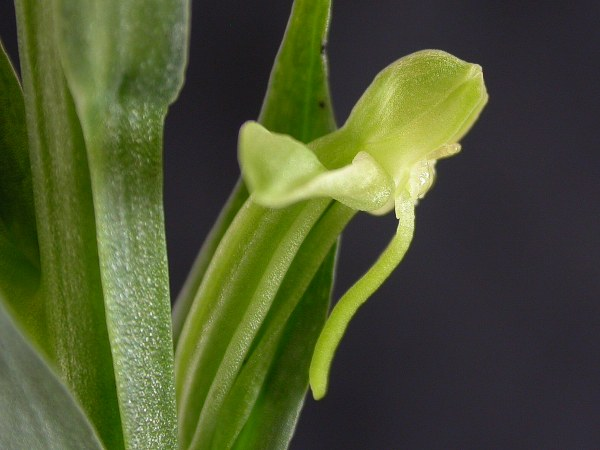
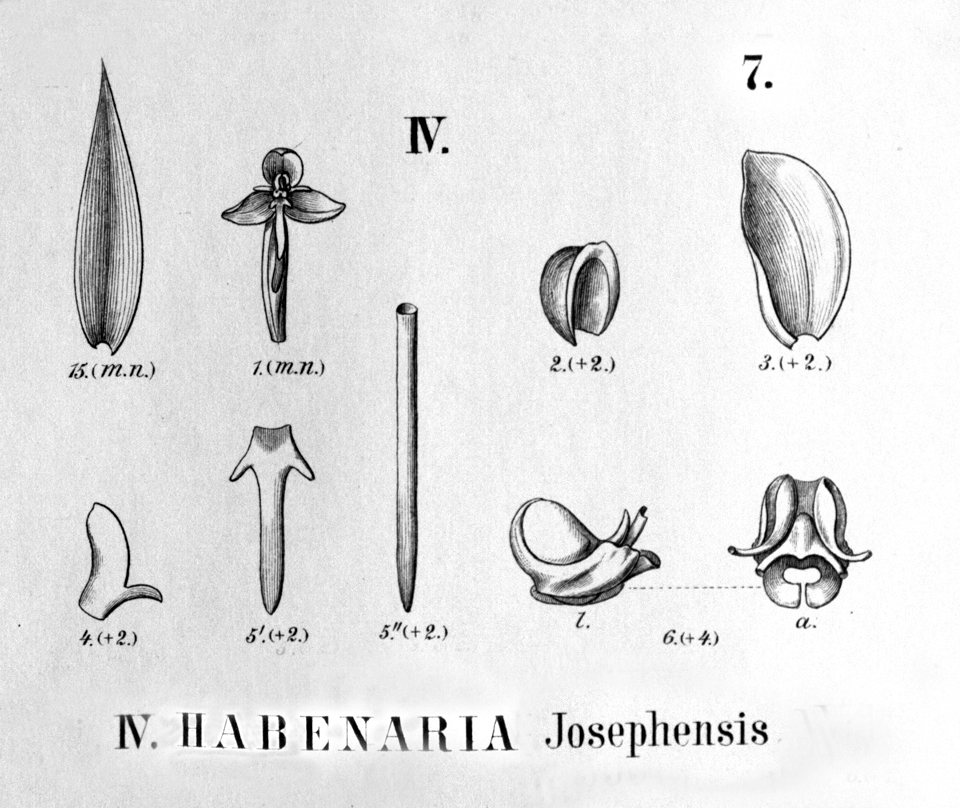
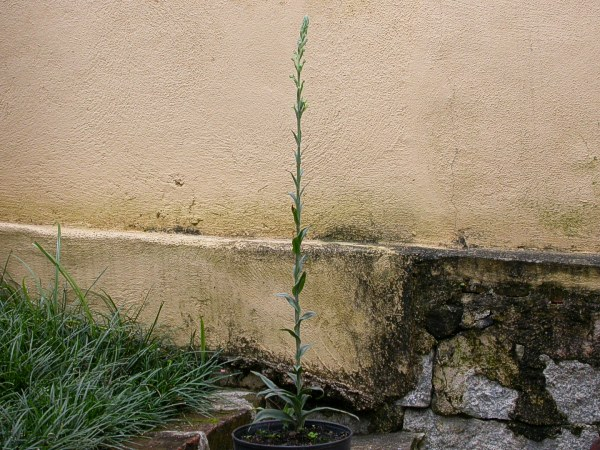
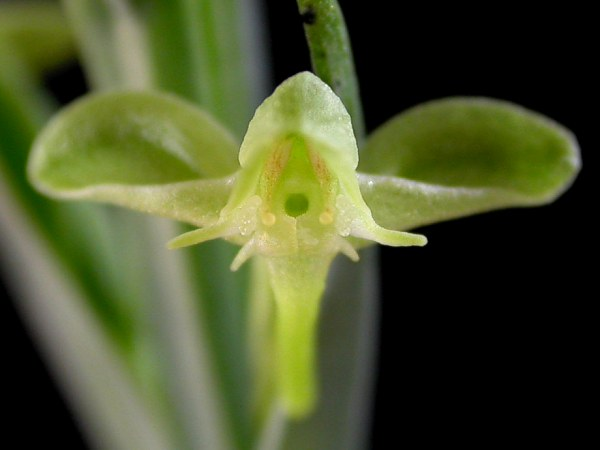